# Hongkongbörsen

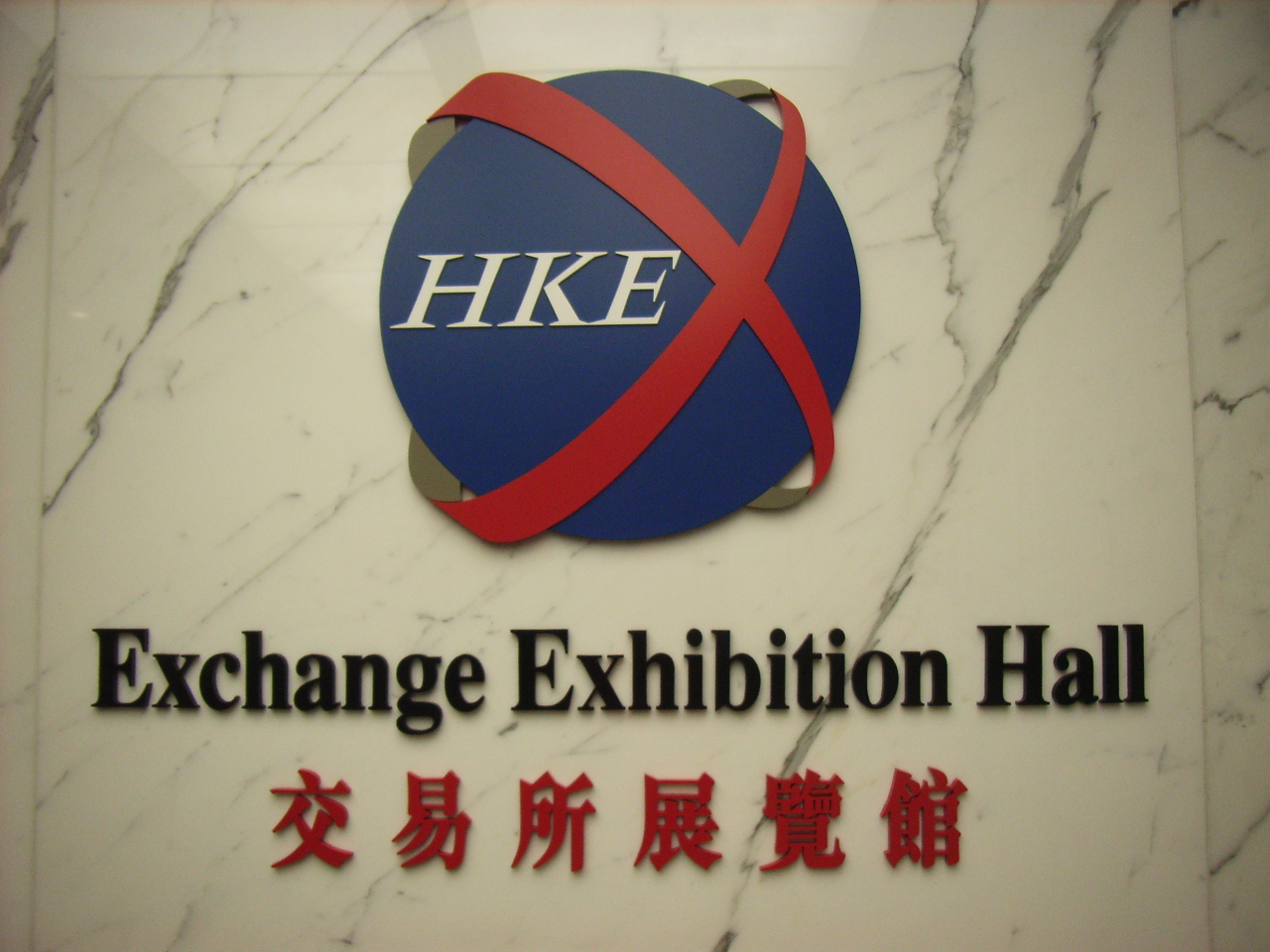

Hongkongbörsen (traditionell kinesiska: 香港交易所, eller 港交所, engelska: Hong Kong Stock Exchange, HKEX) är en börs i Hongkong. Börsen är den tredje största börsen i Asien, efter Tokyobörsen och Shanghaibörsen. Den grundades 1891 och ägs av Hong Kong Exchanges and Clearing.